# J・W・ペッパー&サン
J・W・ペッパー&サン（J.W. Pepper & Son, Inc.) は、ペンシルベニア州エクストンを本拠地とする楽譜販売業者である、アメリカ合衆国の非公開会社。世界最大の楽譜の小売り事業者とされ、カタログに載せられた取り扱い点数は75万件以上となっている。ペッパーから楽譜を買っているのは、個人の音楽家たちだけでなく、コミュニティ組織やプロフェッショナルな楽団などに及んでおり、最大の顧客は学校や教会の音楽指導者たちである。

## 沿革
創業者ジェームズ・ウェルシュ・ペッパー (James Welsh Pepper) は、フィラデルフィアで1853年に生まれ、1919年7月28日に同地で死去した。彼はアメリカ合衆国の音楽出版業者であり、楽器製造業者でもあった。
1876年、ペッパーは地元で出版事業をはじめ、音楽教則本や雑誌『Musical Times』を発行したが、この事業は1912年に営業を停止した。ペッパーはまた、ドラムスなどの楽器製造も1910年まで行なっていたが、この年にJ・W・ペッパー&サンを創設した。ペッパーは、1893年ころにスーザフォンの発明したとして言及されることがしばしばあるが、この説には異論もある。

## 企業
J・W・ペッパーは、各地域の販売拠点を11カ所、在庫管理と出荷を担う物流拠点を2カ所設けている。2009年春、ペッパーはさらに2カ所の倉庫拠点を物流ネットワークに加えた。1984年から2013年まで、本社はフィラデルフィアからおよそ20マイル（およそ30km）ほど西に位置するペンシルベニア州パオリにあった。2013年10月に、本社はさらに西にあるエクストンへ移転した。
J・W・ペッパー&サンのスローガンは、"Delivering music since 1876."。